# Krążowniki ciężkie typu Admiral Hipper
Krążowniki ciężkie typu Admiral Hipper – seria pięciu niemieckich ciężkich krążowników z okresu międzywojennego i II wojny światowej. Trzy weszły do służby w Kriegsmarine i brały udział w wojnie: "Admiral Hipper", "Prinz Eugen" i "Blücher". Nieukończony "Lützow" został przekazany ZSRR w 1940 roku, gdzie służył pod nazwą "Pietropawłowsk", a później "Tallin". "Seydlitz" miał być przebudowany na lotniskowiec, jednak prace nie zostały zakończone przed końcem wojny.